# L'Homme qui n'oubliait jamais
L'Homme qui n'oubliait jamais (titre original : The Man Who Never Forgot) est une nouvelle de science-fiction de Robert Silverberg. 

## Publications
Entre 1958 et 2014, la nouvelle a été éditée à vingt-sept reprises dans des recueils de nouvelles de Robert Silverberg ou des anthologies de science-fiction.

### Publications aux États-Unis
La nouvelle est parue en février 1958 sous le titre The Man Who Never Forgot dans le magazine The Magazine of Fantasy & Science Fiction.
Elle a ensuite été régulièrement rééditée dans divers recueils de Robert Silverberg et diverses anthologies.

### Publications en France
La nouvelle est publiée en France :
- dans la revue Fiction, no 66, éditions OPTA, mai 1959 ;
- dans l'anthologie Histoires de pouvoirs (1975, rééditions en 1978 et 1985) ;
- dans l'anthologie L'Homme qui n'oubliait jamais et autres récits sur l'homme, Gallimard, coll. Folio Junior no 10, couverture d'Enki Bilal, 1982  (ISBN 2-07-034110-0);
- dans l'anthologie Orbite hallucination : Psychologie & Science-Fiction (Hallucination Orbit : Psychology in Science Fiction, 1983), édition Londreys, coll. Science & Fiction no 5, 1985  (ISBN 2-904184-19-8)
- dans l'anthologie Chute dans le réel (1996) ;
- en 2002 dans le recueil Le Chemin de la nuit, avec une traduction de Jacques Chambon et Catherine Grégoire, avec une nouvelle édition en livre de poche chez J'ai lu en 2004. Elle est donc l'une des 124 meilleures nouvelles de Silverberg sélectionnées pour l'ensemble de recueils Nouvelles au fil du temps, dont Le Chemin de la nuit est le premier tome.

### Publication en Allemagne
La nouvelle est parue en Allemagne en 1976 sous le titre Der Mann mit dem Computergehirn.

## Résumé
Tom Niles a un don terrible, celui de ne jamais oublier ce qu'il a vu ou entendu, ni les personnes qu'il a croisées ou rencontrées. Sa vie est un enfer, il ne cesse de changer de villes, de travail, de vie, pour fuir les autres et se fuir lui-même. 
Un jour, retournant voir sa mère, il apprend que son grand-père était comme lui et qu'il avait fait face avec courage à ce don mystérieux : le tout est de savoir l’apprivoiser et d'en tirer le meilleur parti. Avec allégresse, Tom Niles prend conscience qu'il lui sera possible de vivre une vie normale.